# Javier Jacinto
Javier Jacinto Rial (Pasajes, Guipúzcoa, 1 de noviembre de 1968) es un compositor y director de orquesta español. 

## Biografía
Título Superior por el Conservatorio Superior de Música de San Sebastián y Titulado Superior en Dirección de Orquesta, así como en Composición por el Real Conservatorio Superior de Música de Madrid, estudiando entre otros con Francisco Escudero y Antón García Abril]. Asistió asimismo a clases de piano y de violonchelo en los citados conservatorios. Amplió sus estudios en cursos de composición y dirección de orquesta con Franco Donatoni, Carmelo Bernaola, Cristóbal Halffter, Gérard Grisey y Enrique García Asensio.

## Premios de composición
Sus obras han sido premiadas en concursos de composición como Premio "Joaquín Turina" 1999 y 2000 , Premio Fin de Carrera del Real Conservatorio Superior de Música de Madrid, Premio "Flora Prieto", Premio "Fundación Guerrero", Premio "Concurso SGAE Jóvenes Compositores" 1999 y 2001, Premio "Creación Musical Contemporánea Gobierno Vasco" 1999 , Premio "Virgen de la Almudena-Unión Fenosa" 2000, Premio "Pablo Sorozabal" 2001 , Premio "González Bastida".
En su catálogo se encuentran obras a solo, de cámara, sinfónicas, música escénica, electroacústicas y mixtas, que han sido interpretadas en festivales y conciertos nacionales e internacionales de España, Francia, Italia, Alemania, Polonia, Slovakia, Serbia, Croacia, Rusia, Israel, Canadá, Estados Unidos, México, Argentina, Uruguay, Brasil, Japón, Namibia, Cuba... como el festival "Punto de Encuentro" organizado por la Asociación de Música Electroacústica de España (AMEE), Ciclo "Jóvenes Creadores" organizado por el CDMC (Centro de Arte Reina SofÌa), Festival de Música del Sarre (Alemania), Ciclos de la Fundación Sax Ensemble: La Música en la Frontera del Tercer Milenio, Conciertos de la 2 emitido por TVE, MUSIKASTE 2000, Ciclo “En Torno a Luis de Pablo”, XII Congreso Mundial del Saxofón en Montreal (Canadá),V Concierto de la Almudena (Madrid), Quincena Musical Donostiarra, Festival Internacional de Música de Santander y Temporada Regular de la Orquesta Sinfónica de Euskadi.
Sus obras han sido dirigidas por prestigiosos directores como Víctor Pablo, Juanjo Mena, José Ramón Encinar, Jesús Amigo, Álvaro Albiach, Joan Cerveró, José de Eusebio, Luis Aguirre, Sebastián Mariné, Flores Chaviano, Enrique Muñoz, Ignacio Yepes, Nacho de Paz y George Pehlivanian. Han estrenado sus composiciones importantes orquestas como la Orquesta y Coro de Radio Televisión Española, la Orquesta Sinfónica de Euskadi, la Orquesta Sinfónica de Galicia o la Orquesta Sinfónica de Sevilla.
En abril de 2002 la Orquesta de RTVE estrena la obra El Gran Jardín, en el Teatro Monumental de Madrid, bajo la dirección de Álvaro Albiach, y es posteriormente interpretada por la Real Orquesta Sinfónica de Sevilla, bajo la dirección del maestro J.R. Encinar. En 2005 su obra Preludio y fantasía de Don Quijote para guitarra es interpretada por Mª Esther Guzmán en el Festival de Música de Santander y posteriormente en Polonia y Japón. En febrero de 2006 estrena su ópera Caronte con libreto de E. Santiago, escenografía de Ángel Haro y vestuario de Paco Rabanne en el País Vasco. En diciembre de 2006 estrena su Sinfonía nº 1, "Breve" con la Orquesta de RTVE bajo la dirección de G. Pehlivanian en el Teatro Monumental de Madrid. En mayo de 2008 estrena su obra para piano Am Graben Alfred Schnittkes, a cargo del pianista Brenno Ambrosini en Gdansk (Polonia) y Hamburgo (Alemania).En septiembre de 2012 la Orquesta Sinfónica de Euskadi, bajo la dirección de Nacho de Paz estrena su obra "The Colors of Madrid". En mayo de 2014 es el encargado de orquestar la obra musical completa de Richard Vaughan y dirigirla en el Teatro Monumental de Madrid, España, en un espectáculo titulado "Revelación", con más de cien músicos en escena.
En 2015 estrena su ambicioso "Concerto Grosso nº 4. Elegía", en memoria del fallecido Claudio Prieto, donde auna emoción por "el recuerdo del admirado colega" y técnicas de composición muy arriesgadas, con un lenguaje fresco, siempre al servicio de la emoción. Este estreno tuvo lugar en diciembre de 2015 en la Sala Manuel de Falla del RCSMM, bajo la dirección de Sebastián Mariné.

## Catálogo de obras
| Año       | Obra                                                                                      | Tipo de obra                                                                             | Duración |
| --------- | ----------------------------------------------------------------------------------------- | ---------------------------------------------------------------------------------------- | -------- |
| 1986      | Venus, para coro.                                                                         | Música coral (coro mixto a 4 voces)                                                      | 02:00    |
| 1987      | Romance de la pena negra, para coro.                                                      | Música coral (coro mixto a 4 voces)                                                      | 02:00    |
| 1987      | Argentinan neskatxak, para coro.                                                          | Música coral (coro mixto a 4 voces)                                                      | 02:00    |
| 1989      | De paso, para voz, chelo y piano.                                                         | Música vocal (soprano, chelo y piano)                                                    | 03:00    |
| 1992      | Llegaron las lluvias, para voz y piano.                                                   | Música vocal (soprano y piano)                                                           | 03:00    |
| 1992      | Agur, para voz y piano.                                                                   | Música vocal (mezzo y piano)                                                             | 02:00    |
| 1992      | Neguaren indarra, para coro.                                                              | Música coral (coro mixto a 4 voces)                                                      | 10:00    |
| 1992      | Amaren bularra, para coro.                                                                | Música coral (2-3 voces iguales)                                                         | 10:00    |
| 1992      | Canción. Agua, para coro.                                                                 | Música coral (coro mixto a 5 voces)                                                      | 03:00    |
| 1992      | Donde nace el mar, para coro.                                                             | Música coral (coro mixto a 5 voces)                                                      | 03:00    |
| 1992-2014 | La Vuelta al mundo en 80 cantos., para coro.                                              | Música coral (coro mixto a 4 voces)                                                      | 20:00    |
| 1992      | Suite en sol, para acordeón y piano.                                                      | Música de cámara (acordeón y piano)                                                      | 06:00    |
| 1994      | La Luna y la muerte, para coro.                                                           | Música coral (coro mixto a 4 voces)                                                      | 03:00    |
| 1994      | Caliente no hay nada, para coro.                                                          | Música coral (coro mixto a 3 voces)                                                      | 03:00    |
| 1995      | La otra orilla, para órgano solista, grupo instrumental y cinta digital.                  | Música mixta                                                                             | 11:00    |
| 1995      | Calligrammes, para recitador y cinta digital.                                             | Música mixta                                                                             | 07:00    |
| 1995      | Urriaren kantata.Illumbe, para orquesta y coros.                                          | Música orquestal 2.2.2.2 / 2.2.2.0 / 2 perc. /cuerda                                     | 15:00    |
| 1996      | Zapateado, para saxo y cinta digital.                                                     | Música mixta (saxo alto y cinta digital)                                                 | 08:00    |
| 1996      | Ateloi, para grupo instrumental.                                                          | Música de cámara (2 trpt, tp, trb, tb, perc y piano)                                     | 06:00    |
| 1996      | Sonata n.º 1 para chelo y piano, para chelo y piano.                                      | Música de cámara (chelo y piano)                                                         | 07:00    |
| 1996      | Sisifo, para orquesta.                                                                    | Música orquestal 3.3.3.3 / 4.3.3.1 / 4 perc. / cuerda                                    | 05:00    |
| 1997      | Phoolan Devi, para tuba y cinta digital.                                                  | Música mixta (tuba y cinta digital)                                                      | 08:00    |
| 1997      | Trintxerpe, para coro y banda.                                                            | Música banda-coral (banda y/o txistus + coro mixto a 4 voces)                            | 06:00    |
| 1997      | Kantatzen du Kantuz, para coro y orquesta.                                                | Música sinfónico-coral (coro infantil a 2 voces + orquesta infantil)                     | 02:00    |
| 1997      | Hipar haizea, para orquesta.                                                              | Música orquestal 2.2.2.2 / 2.2.2.0 / 2 perc. /cuerda                                     | 07:00    |
| 1997      | Iraila, para grupo instrumental.                                                          | Música de cámara (fl, c in, cl bj, marimba, vl, vla, cell, cb)                           | 06:00    |
| 1997      | Cuarteto de Cuerda n.º 1, para cuerda.                                                    | Música de cámara (2 vl, vla, cell)                                                       | 11:00    |
| 1998      | Bat Batean I, para txistu(o flauta y cinta digital.                                       | Música mixta (txistu/o fl y cinta digital)                                               | 07:00    |
| 1998      | Bizkaia, para coro.                                                                       | Música coral (coro mixto a 4 voces)                                                      | 03:00    |
| 1998      | Bigarren Sonata, para flauta y piano.                                                     | Música de cámara (flauta/o txistu y piano)                                               | 09:00    |
| 1998      | Bat Batean III, para txistu(o flauta) y cinta digital.                                    | Música mixta (txistu/o fl y cinta digital)                                               | 07:00    |
| 1999      | Este piano, para voz , chelo y piano.                                                     | Música vocal (soprano, chelo y piano)                                                    | 03:00    |
| 1999      | Txirritxirria eta Inurria, para coro.                                                     | Música coral (coro infantil a 2 voces)                                                   | 02:00    |
| 1999      | Txakurra, para coro.                                                                      | Música coral (coro infantil a 2 voces)                                                   | 02:00    |
| 1999      | Balea eta Azeria, para coro.                                                              | Música coral (coro infantil voces)                                                       | 02:00    |
| 1999      | Kukua Euskal-Herrian, para coro.                                                          | Música coral (coro infantil a 3 voces)                                                   | 02:00    |
| 1999      | El Jardín de cristal, para orquesta.                                                      | Música orquestal 1.1.1.1 / 1.1.1.0 / 1 perc. /cuerda                                     | 07:00    |
| 1999      | Saxophonias, para grupo de saxos, piano y percusión.                                      | Música de cámara (cuarteto saxos, perc y piano)                                          | 06:00    |
| 1999      | Marrakech, para grupo instrumental.                                                       | Música de cámara (fl, ob, cl, fg, trpt, tpa, trb, perc, vl, vla, cell, cb)               | 12:00    |
| 2000      | Alguien juega con mi tiempo, para orquesta de cuerda.                                     | Música orquestal (cuerda)                                                                | 12:00    |
| 2000      | Madrid Promenade, para orquesta.                                                          | Música orquestal 2.2.2.2 / 2.2.2.1 / 2 perc. / cuerda                                    | 15:00    |
| 2000      | El Gran Jardín, para orquesta.                                                            | Música orquestal 2.2.2.2 / 2.2.2.0 / 2 perc. /cuerda                                     | 07:00    |
| 2000      | Quinteto n.º 1. Haizearen Ahotsa, para quinteto de viento.                                | Música de cámara (fl, ob, cl, fg y tpa)                                                  | 12:00    |
| 2000      | Quinteto nº 5, para quinteto de metal.                                                    | Música de cámara (2 trpt, tpa, trb, tb)                                                  | 08:00    |
| 2000      | Cuarteto de cuerda nº 2: Ene Denborarekin Norbait Dago Jolasten, para cuarteto de cuerda. | Música de cámara (2 vl, vla, cell)                                                       | 14:00    |
| 2000      | Fuego en el Agua, para grupo instrumental.                                                | Música de cámara (sx sop, perc y piano)                                                  | 08:00    |
| 2001      | Gabonetako Bost Kantak, para coro.                                                        | Música coral (coro infantil a 2-3 voces)                                                 | 08:00    |
| 2001      | Ciclo Como el Mar, para piano.                                                            | Música solista (piano)                                                                   | 14:00    |
| 2001      | Doce Estudios de Concierto, para guitarra.                                                | Música solista (guitarra)                                                                | 35:00    |
| 2001      | Piccolo Concerto, para violín solista y grupo instrumental.                               | Música de cámara (vl soli, fl, ob, cl, fg, trpt, tpa, trb, perc, vl, vla, cell y cb)     | 14:00    |
| 2001      | Tres Estudios para Carlos, para flauta y guitarra.                                        | Música de cámara (fl y guit)                                                             | 07:00    |
| 2001      | Ola de Bronce, para trompa y piano.                                                       | Música de cámara (tpa y piano)                                                           | 07:00    |
| 2002      | Luz de Luna, flauta y guitarra.                                                           | Música de cámara (fl y guit)                                                             | 07:00    |
| 2002      | Jemma El-Fna, para grupo instrumental.                                                    | Música de cámara (fl, ob, cl, perc, vl, vla, cell, cb)                                   | 08:00    |
| 2003      | Jeux, para saxo y cinta digital.                                                          | Música mixta (sx alto y cinta digital)                                                   | 07:00    |
| 2003      | Neguaren sei Kantak, para coro.                                                           | Música coral (coro mixto a 4 voces)                                                      | 10:00    |
| 2003      | Ingravity, para grupo instrumental de saxofones.                                          | Música de cámara (1 sx sopranino, 2 sx sop, 3 sx alt, 3 sx tenor, 2 sx barit, 1 sx bajo) | 08:00    |
| 2003      | Ommagio a Berio, para grupo instrumental.                                                 | Música de cámara (fl, marimba, mandolina, guit, vl, cell)                                | 08:00    |
| 2003      | Quinteto n.º 3. Lurraren Ahotsa, para quinteto de viento.                                 | Música de cámara (fl, ob, cl, fg y tpa)                                                  | 08:00    |
| 2004      | Jeux.2, para grupo instrumental y cinta digital.                                          | Música mixta (fl, sx alt, sx tnr, trb y cinta digital)                                   | 07:00    |
| 2004      | Nunué, para narrador, coro infantil y orquesta juvenil (o piano).                         | Música coral-orquestal 2.2.2.2 / 2.2.2.0 / 2 perc. /cuerda                               | 12:00    |
| 2004      | Sinfonía flamenca, para cantaor, 3 guitarras flamencas y orquesta.                        | Música orquestal 2.2.2.2 / 2.2.2.0 / 2 perc. /cuerda                                     | 07:00    |
| 2004      | Guadiana, para piano.                                                                     | Música solista (piano)                                                                   | 07:00    |
| 2004      | Ensueños de Ebano, para marimba.                                                          | Música solista (marimba)                                                                 | 08:00    |
| 2004      | Paisajes, para saxofón tenor.                                                             | Música solista (saxofón)                                                                 | 08:00    |
| 2004      | Quinteto n.º 6. Incompleto, para grupo instrumental.                                      | Música de cámara (fl, 2 vl, vla, cell)                                                   | 07:00    |
| 2004      | Quinteto nº 7. Homenajes, para grupo instrumental.                                        | Música de cámara (fl, cl, vl, cell y piano)                                              | 09:00    |
| 2004      | Guadiana, para piano a 4 manos.                                                           | Música de cámara (piano a 4 manos)                                                       | 08:00    |
| 2005      | Seis Canciones de Amor, para voz y piano.                                                 | Música vocal (voz y piano)                                                               | 10:00    |
| 2005      | Canción de Dulcinea, para voz y piano.                                                    | Música vocal (barítono y piano) Disponible otras voces                                   | 05:00    |
| 2005      | Preludio y Fantasía de Don Quijote, para guitarra.                                        | Música solista (guitarra)                                                                | 07:00    |
| 2005      | Caronte, ópera.                                                                           | Música solista (guitarra)                                                                | 90:00    |
| 2006      | Sinfonía nº 1 .Breve, para orquesta.                                                      | Música orquestal 3.3.3.3 / 4.3.3.1 / 5 perc. /arpa/ cuerda                               | 35:00    |
| 2006      | The Colors of Madrid, para orquesta.                                                      | Música orquestal 3.3.3.2 / 4.3.3.1 / 4 perc. /cuerda                                     | 14:00    |
| 2007      | Para la Tumba de Scarlatti, para piano.                                                   | Música escénica                                                                          | 07:00    |
| 2007      | Tres Nanas en Blanco y Negro, para piano.                                                 | Música solista (piano)                                                                   | 05:00    |
| 2007      | Concerto Grosso n.º 1, para grupo instrumental.                                           | Música de cámara (3 vl, vla, cell y clave)                                               | 09:00    |
| 2008      | La Chicharra y la Hormiga, para coro.                                                     | Música coral (coro infantil a 2 voces)                                                   | 02:00    |
| 2008      | Guridiana, para coro masculino y orquesta (o piano).                                      | Música coral-orquestal 2.2.2.2 / 2.2.2.0 / 2 perc. /cuerda                               | 15:00    |
| 2008      | Preludio del Amanecer, para piano o clave.                                                | Música solista (piano-clave)                                                             | 05:00    |
| 2008      | Am Grabe Alfred Schnittkes, para piano.                                                   | Música solista (piano)                                                                   | 10:00    |
| 2008      | Concerto Grosso n.º 2, para grupo instrumental.                                           | Música de cámara (cl, 2 vl, vla, cell, cb y piano)                                       | 09:00    |
| 2009      | De Castilla, para voz y piano.                                                            | Música vocal (barítono y piano) Disponible otras voces                                   | 05:00    |
| 2009      | Sobre la Falda, para voz y piano.                                                         | Música vocal (soprano y piano) Disponible otras voces                                    | 04:00    |
| 2009      | El Beso, para voz, chelo y piano.                                                         | Música vocal (tenor, chelo y piano) Disponible otras voces                               | 04:00    |
| 2009      | Sehaska Kanta, para voz y piano/o guitarra.                                               | Música vocal (soprano y piano/ o guitarra) Disponible otras voces                        | 07:00    |
| 2009      | La Cucaracha, para coro.                                                                  | Música coral (coro infantil a 3 voces)                                                   | 04:00    |
| 2009      | Estampas extremeñas, para orquesta.                                                       | Música orquestal 2.2.2.2 / 2.2.2.0 / 2 perc. /cuerda                                     | 20:00    |
| 2009      | Homenaje a Borges, para piano.                                                            | Música solista (piano)                                                                   | 08:00    |
| 2009      | Cadenza for a Concert, para flauta.                                                       | Música solista (flauta)                                                                  | 05:00    |
| 2009      | Sincerity, para piano.                                                                    | Música solista (piano)                                                                   | 07:00    |
| 2009      | Miniatura nº 1 Danza de la Pampa, para piano.                                             | Música solista (piano)                                                                   | 02:00    |
| 2009      | Quinteto nº 8. Fuego, para grupo instrumental.                                            | Música de cámara (fl, sx, cl, piano y marimba)                                           | 08:00    |
| 2010      | Ezpata Dantza, para chelo.                                                                | Música solista (chelo)                                                                   | 03:00    |
| 2010      | El Mar y tú, para voz, arpa(o piano) y guitarra.                                          | Música vocal (mezzo, arpa (o piano) y guitarra) Disponible otras voces                   | 05:00    |
| 2010      | Nueva Guía para Jóvenes orquestas. Homenaje a Britten, para orquesta.                     | Música orquestal 2.2.2.2 / 2.2.2.0 / 2 perc. /cuerda                                     | 11:00    |
| 2010      | Miniatura n.º 2 Ezpata-Dantza, para violoncello.                                          | Música solista (violoncello)                                                             | 04:00    |
| 2010      | Luna Creciente, para clarinete y guitarra.                                                | Música de cámara (clarinete y guitarra)                                                  | 06:00    |
| 2010-2014 | Diez Estudios Geológicos, para piano.                                                     | Música solista (piano)                                                                   | 25:00    |
| 2010      | A Bordo de Aquel Barco, ópera de cámara.                                                  | Música escénica (tenor, soprano y grupo instrumental)                                    | 60:00    |
| 2011-14   | 20 estudios de Concierto para marimba, para marimba.                                      | Música solista (marimba a 6 baquetas)                                                    | 30:00    |
| 2011      | Stabat Mater, para voz y piano.                                                           | Música vocal (mezzo y piano) Disponible otras voces                                      | 07:00    |
| 2011      | Exodus, para orquesta de cuerda.                                                          | Música orquestal (cuerda)                                                                | 09:00    |
| 2011      | Preludio del Atardecer, para piano o clave.                                               | Música solista (piano-clave)                                                             | 07:00    |
| 2011      | 20 Estudios de Concierto para marimba a 6 baquetas, para marimba.                         | Música solista (marimba)                                                                 | 07:00    |
| 2011      | Miniatura nº 5. Pequeña Copla Sefardí, para guitarra.                                     | Música solista (guitarra)                                                                | 02:00    |
| 2011      | Coplas de Sefarad, para guitarra.                                                         | Música solista (guitarra)                                                                | 08:00    |
| 2011      | Sonata para Contrabajo y Piano nº 1, para contrabajo y piano.                             | Música de cámara (contrabajo y piano)                                                    | 08:00    |
| 2011      | Echi Della Terra Magica, para trío instrumental.                                          | Música de cámara (fl, ob y piano)                                                        | 11:00    |
| 2012      | Cuatro Canciones Latinas de Amor, para voz y piano.                                       | Música vocal (soprano y piano) Disponible otras voces                                    | 05:00    |
| 2012      | Ocho estudios sobre el folklore vasco, para coro.                                         | Música coral (coro a 4 voces graves)                                                     | 10:00    |
| 2012      | Negua, para coro.                                                                         | Música coral (coro a 4 voces iguales)                                                    | 02:00    |
| 2012      | Ciclo Tierra: Tierra Virgen, Tierra Roja, Magma, para piano.                              | Música solista (piano)                                                                   | 15:00    |
| 2012      | Retratos de la Memoria, para guitarra.                                                    | Música solista (guitarra)                                                                | 08:00    |
| 2012      | La Soledad de Nuestra Señora, para 2 sopranos y grupo instrumental.                       | Música de cámara (2 sop, vla, guit y vibráfono)                                          | 11:00    |
| 2012      | Coral Elegiaco, para grupo instrumental.                                                  | Música de cámara (vl, cl, sx y piano)                                                    | 08:00    |
| 2012      | Quinteto n.º 9. Concertino, para grupo instrumental.                                      | Música de cámara (fl, cl, vl, vla y piano)                                               | 10:00    |
| 2012      | Trio Quasi una Tarantella Napoletana, para trío.                                          | Música de cámara (fl, cell y piano)                                                      | 03:30    |
| 2012      | Trio di Campania, para trío.                                                              | Música de cámara (fl, cell y piano)                                                      | 05:00    |
| 2012      | Serenata Trio, para trío.                                                                 | Música de cámara (fl, cell y piano)                                                      | 04:00    |
| 2013      | Beyond the Ocean, para flauta Paetzold y cinta digital.                                   | Música mixta (fl Paetzold y cinta digital)                                               | 08:00    |
| 2014      | Cuba fuera de un piano, para quinteto.                                                    | Música de cámara (fl, cl, sx alto, piano y marimba)                                      | 07:00    |
| 2014      | Sonata n.º 1 para Guitarra "Sonata Vasca, para guitarra.                                  | Música solista (guitarra)                                                                | 09:00    |
| 2014      | Three Times a Hundred, para violín, clarinete y piano.                                    | Música de cámara (vl, cl y p)                                                            | 08:00    |
| 2015      | Concerto Grosso n.º4. Elegía, para grupo instrumental.                                    | Música de cámara (fl, ob, cl, fg, trpt, tpa, trb, perc, arpa, pn, vl, vla, vcell y cb)   | 09:00    |

## Director de orquesta
Como director de orquesta debutó internacionalmente en Berlín dirigiendo a la "Deutsches Kamer Orchestra”. Funda y dirige durante cuatro años la "Joven Orquesta de la Asociación de Escuelas de Música de Euskal-Herria", formada por instrumentistas de todo el País Vasco. De entre sus múltiples actuaciones destaca el concierto interpretado en el marco de la 62 Quincena Musical Donostiarra interpretando entre otras obras el Concierto n.º 1 para piano y orquesta, de Zulema de la Cruz, con Guillermo González como solista. Ha dirigido en varias ocasiones el grupo de Cámara “Sax Ensemble”, con especial dedicación a la música contemporánea y española en escenarios como el Auditorio Nacional de Madrid o el Auditorio del Centro Conde Duque de Madrid. Dirige del 2001 al 2003 la Orquesta Sinfónica del Conservatorio Superior de Música de Badajoz. Durante la temporada 2003-2004 es Director Titular de la Banda Municipal de la Ciudad de Badajoz. Desde 2006 hasta 2009 dirige la Orquesta Sinfónica del Conservatorio Profesional de Música de Majadahonda con giras por Extremadura y País Vasco. Desde 2009 hasta la actualidad dirige tanto a la Orquesta Sinfónica del CIEM Federico Moreno Torroba, como otras orquestas profesionales (Didactmusic Orchestra, Madrid Orchestra Project..., ofreciendo multitud de conciertos en Madrid, Santander, Salamanca, Getafe, Auditorio Nacional de Madrid, Festival COMA 13 de Música Contemporánea de Madrid, Teatro Monumental de Madrid, España.
En 2014 dirige en el Teatro Monumental de Madrid el espectáculo Revelación, donde realiza la presentación mundial de la música para Orquesta de Richard Vaughan, con orquestación del propio Javier Jacinto.Tras el éxito de esta primera versión, la Madrid Orchestra Project, orquesta de la que es Director Titular , se estrena en la Sala Sinfónica del Auditorio Nacional de Madrid, España, el 22 de enero de 2016, con el concierto "Revelación 2", volviendo a presentar la música sinfónica de Richard Vaughan, con nuevas orquestaciones del maestro Jacinto.
Actualmente es director del Conservatorio Profesional de Música de Majadahonda 